# Chichester (New Hampshire)
Chichester – miejscowość w USA, w stanie New Hampshire, w hrabstwie Merrimack.